# Bleke priemkever
De bleke priemkever (Bembidion femoratum) is een keversoort uit de familie van de loopkevers (Carabidae). De wetenschappelijke naam van de soort werd in 1825 gepubliceerd door Jacob Sturm.

## Kenmerken
De kevers zijn klein van formaat, 4,3-5,0 mm lang. De 2e en 3e antennesegmenten zijn donker, de voorlaatste maxillaire en labiale palpen zijn donker, roodachtig zwart, en er zijn enkele lichte vlekken op de dekschilden langs de laterale rand; het laatste maxillaire segment is rudimentair, aanzienlijk korter dan het derde segment. De kop heeft geen grove gaatjes mediaal aan de achterste rand van het oog. Pronotum zonder microsculptuur, met goed ontwikkelde latero-basale carina; achterste marge van pronotum recht, zonder inkeping in de achterste hoek. Elytra met voorste schijfvormige seta-achtige punt die de derde groef raakt; elytrale groef 7 met fijne gaatjes, deze gaatjes zijn merkbaar fijner dan langs de groef 6. 

## Habitat
Deze soort is synantropisch en wordt meestal aangetroffen in verlaten velden. 

## Levenswijze
Volwassenen zijn voornamelijk nachtdieren, maar zijn af en toe actief in zonlicht. Kan vliegen en wordt beschouwd als een gematigde hardloper. 

## Verspreiding
Het verpspreidingsgebied omvat het Palearctische gebied (Europa, Azië). De afgelopen jaren is het opgemerkt in Noord-Amerika (Canada, VS).